# Spilopopillia sexmaculata
Spilopopillia sexmaculata är en skalbaggsart som beskrevs av Ernst Gustav Kraatz 1892. Spilopopillia sexmaculata ingår i släktet Spilopopillia och familjen Rutelidae. Inga underarter finns listade i Catalogue of Life.